# Eleutherobia variabile
Eleutherobia variabile is een zachte koraalsoort uit de familie Alcyoniidae. De koraalsoort komt uit het geslacht Eleutherobia. Eleutherobia variabile werd in 1921 voor het eerst wetenschappelijk beschreven door Thomson. 